# 王國維紀念碑
王国维纪念碑，全稱為海宁王静安先生纪念碑，为清华大学校园内一处纪念性碑刻，由国立清华大学研究院师生于1929年6月3日树立，以纪念两年前于颐和园昆明湖自沉而死的研究院导师王国维。该碑以其参与制作者中有多人为近代中国之学术名家称，而特以其背面陈寅恪所撰碑铭中「独立之精神，自由之思想」之句流芳至今。

## 历史
1927年6月2日上午，时为清华大学研究院放暑假后次日。 任研究院导师的王国维从校中出走，于昆明湖畔鱼藻轩投水自尽。翌日一早发讣告，法官验尸时从王氏衣袋中寻得遗书一通，上有「五十之年，只欠一死。经此事变，义无再辱」字句，验讫遗体即入殓。
有关王国维自沉之原因历来众说纷纭，莫衷一是。此后研究院人员日渐凋零，又因校内不同部门之间的冲突等原因，遂无力支撑，定于1929年（中华民国十八年）夏解散。 1929年，研究院师生集资于校园内工字厅东南土山坡下修立王国维纪念碑。其碑之开建于当年5月27日已见诸校刊， 而在王国维忌日正式树立。 此碑之碑文由陈寅恪撰写，碑铭由林志钧书丹，碑身由梁思成设计，碑额由马衡题篆，一碑而集众家心血。 6月21日清华举行毕业典礼，国学研究院之历史即告一段落。
文化大革命期间，此碑为红卫兵所推倒。由于石碑庞大，毁灭不易，遂推入校河。后校中一研究室取得石碑，以其为「废石」，于上搭建试验平台，此事于文革后期见登清华校报。 文革结束后多有校友怀思此碑，遍寻不见，而在前述研究室内意外得获。 1980年至1981年间纪念碑复建， 其底部须弥座及附属石凳从附近清人墓地移来，从纪念碑早年摄影中可见其碑身及石凳与今的确有别。 此后王国维纪念碑矗立至今。

## 概貌
王国维纪念碑位于清华大学校园中区，地在二校门内，第一教室楼北侧。其四围幽静，与主路有花坛相隔，不直接连通。环碑有小广场，入口道旁有雪松对峙。碑前有石凳二条，碑后为土山，有径上通。工字厅距山甚近，然其方向林木蓊郁，故自山上并不能明见之。
全碑建成时碑座高四尺许，碑身高约七尺，其色成淡黑。 今碑之底座为须弥座，碑身素色无其他装饰。碑正面为隶书「海寧王靜安先生紀念碑」，背面碑额为篆题「海寍王先生之碑銘」，碑铭正文则为楷书，皆以绿漆填充。

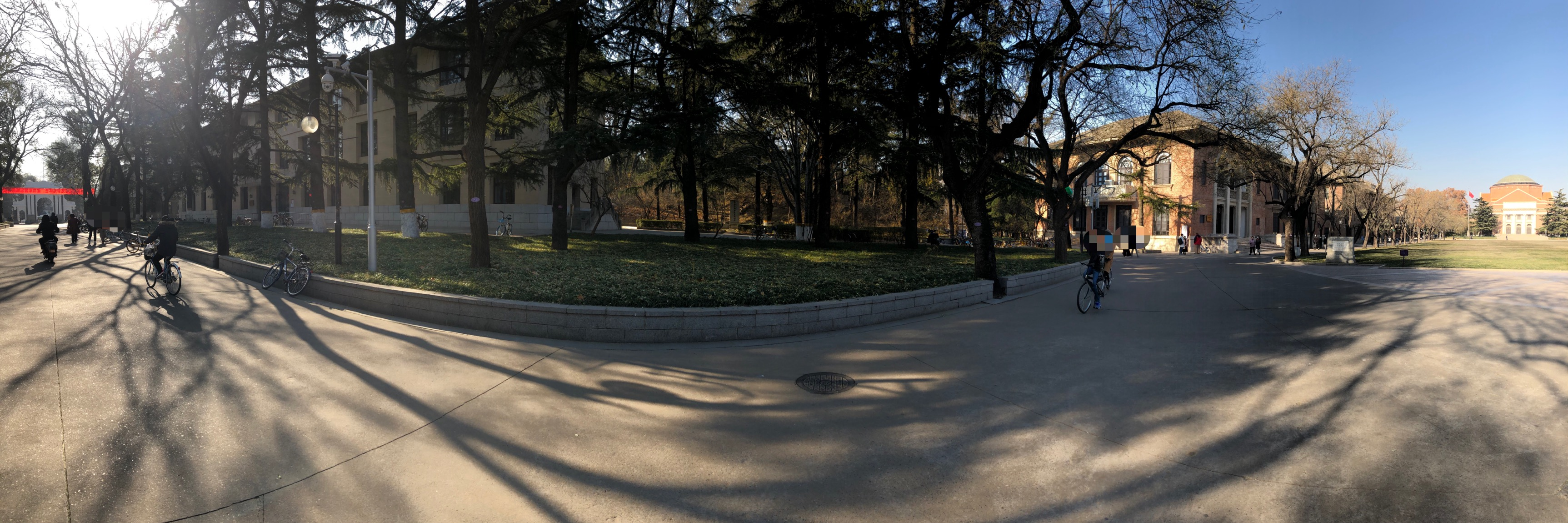
清华中区西路布局的全景照片，左南右北，两端分别为二校门及大礼堂。王国维纪念碑在图中央，惟树木掩映，放大方易看清
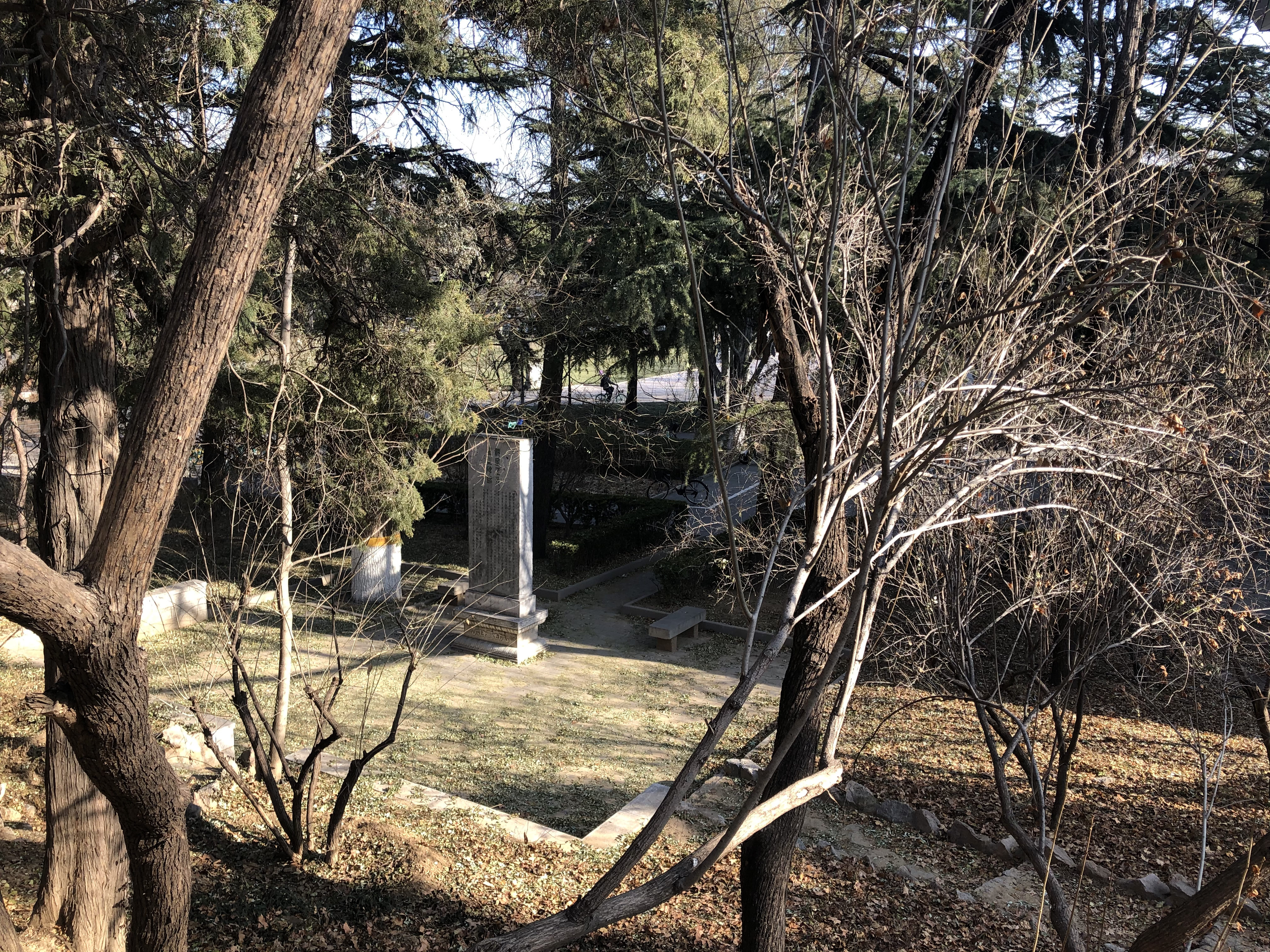
自碑后土山上所摄纪念碑
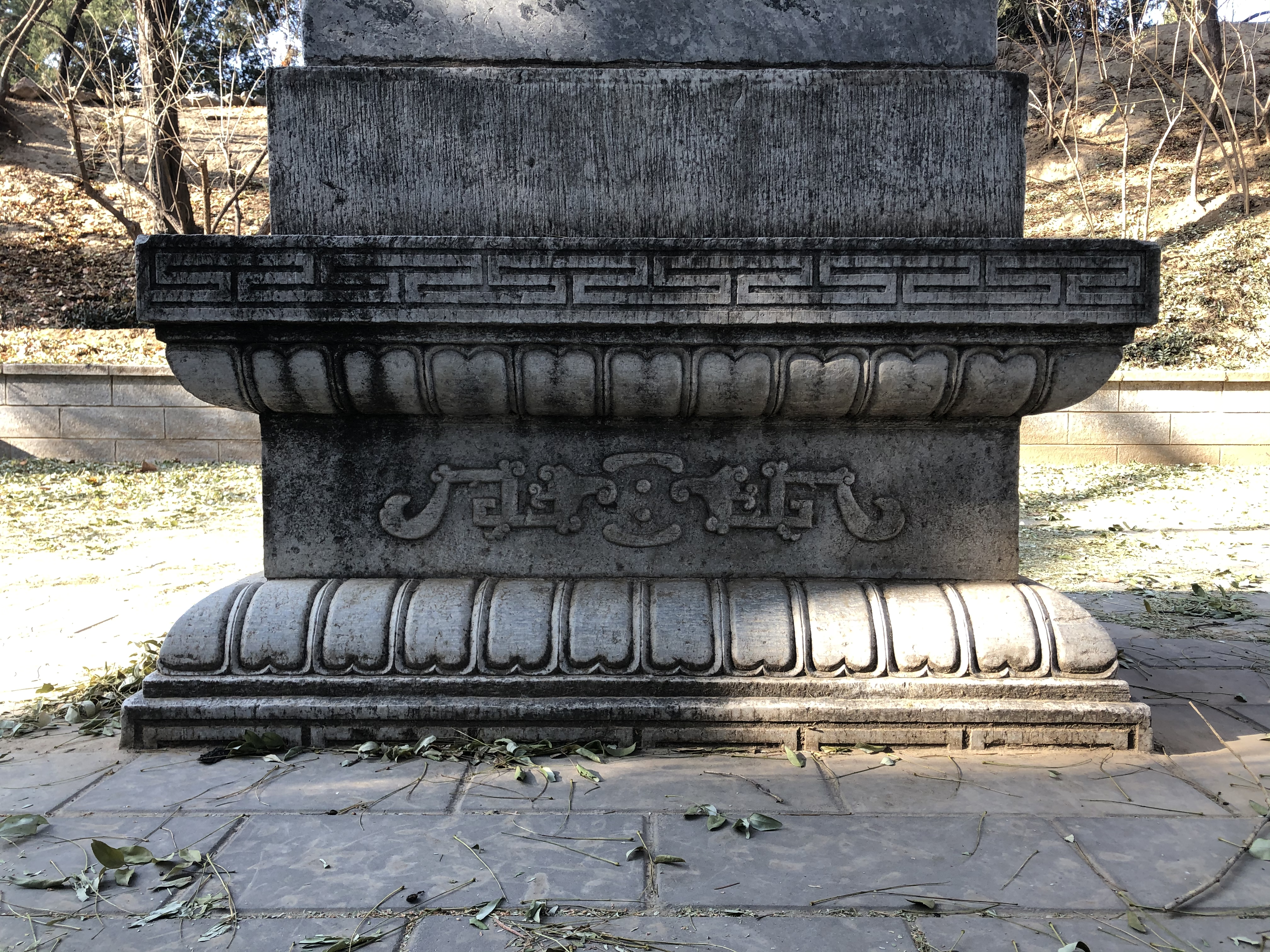
王国维纪念碑正面底部细节

## 碑铭
|  | 先生之著述，或有時而不章；先生之學說，或有時而可商。惟此獨立之精神、自由之思想，歷千萬祀，與天壤而同久，共三光而永光。 |

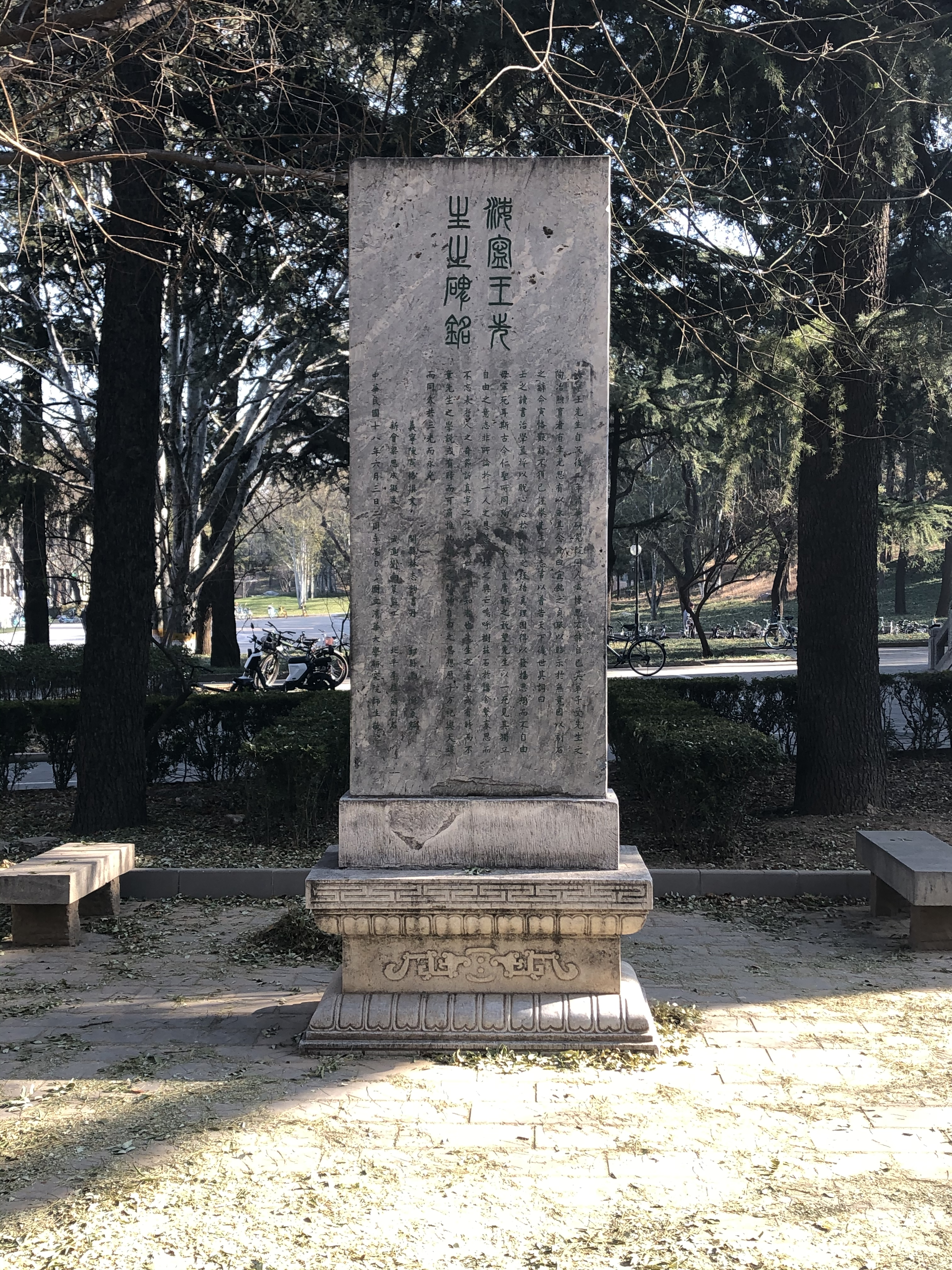
王国维纪念碑，示其碑文

碑铭除题款外全文二百又五十三字，先着笔于撰文背景，而后进入正文。按哲学家陈来观点，正文辟头即为「士之读书治学」，是即全篇所论者为大学师生之学术追求。当时国民革命军北伐成功、罗家伦长校，陈寅恪忧心国民党将以三民主义统一学术，而借此碑铭阐发自身精神独立、思想自由之主张。

## 现况
虽王国维纪念碑中「独立之精神，自由之思想」之辞声震海内，此碑本身甚至于清华校内亦不特为人所注意。
2019年清华大学108周年校庆日前后，该碑被蓝色围挡围住，有媒体于校庆翌日采访，得其正在施工，有人联系先前清华校方将法学院教授许章润停职及为普京授予名誉博士学位二事，认为碑上既强调「独立」「自由」，则校方此举意在「维稳」。校庆当日有清华校友至纪念碑围挡处抗议，其中即包括许章润。

### 文内引注
1. ↑  夏晓虹 & 吴令华 2009，第389頁
2. ↑  孙敦恒 1991，第169-171頁
3. ↑  苏云峰 2001，第326頁
4. ↑  黄廷复 2000，第580頁
5. ↑  孙敦恒 1991，第192頁
6. 1 2  刘石. . 中华读书报. 2013-08-14: 03.
7. ↑  清华大学校史研究室 2011，第60頁
8. 1 2  王亮. . 文匯. 2017-05-27  [2021-03-12].
9. 1 2 3 4  徐葆耕 2004，第117-119頁
10. ↑  孙敦恒. . 文物天地. 1982, (4): 6–7.
11. ↑  李珍 (编). . 清华大学校史馆. 2017-10  [2020-12-11]. （原始内容存档于2021-10-20）.
12. ↑  清华大学校史研究室 2009，第202頁
13. ↑  陈来. . 清华大学学报（哲学社会科学版）. 2012, 27 (6): 38－41.
14. ↑  张言天. . 星岛网. 2019-04-29  [2020-12-12].
15. ↑  储百亮. . 纽约时报中文网. 2019-03-27  [2020-12-12]. （原始内容存档于2019-03-30）.
16. ↑  刘华; 王晓洁. . 新华网. 2019-04-26  [2020-12-12]. （原始内容存档于2021-10-20）.